# Nova Genera et Species Plantarum seu Prodromus
Nova Genera et Species Plantarum seu Prodromus (abreviado Prodr. (O. P. Swartz)) es un libro ilustrado con descripciones botánicas que fue escrito por el botánico, micólogo, algólogo, pteridólogo, y briólogo sueco, Peter Olof Swartz. Se publicó en  el año 1788 con el nombre de Nova Genera & Species Plantarum seu Prodromus descriptionum Vegetabilium, maximam partem incognitorum quae sub itinere in Indiam Occidentalem annis 1783-87.